# Убеждение
Убежде́ние (поэтическое и устаревшее обозначение — убежде́нье) — часть системы верований, мировоззрения, придающая личности или социальной группе уверенность в своих взглядах на мир, знаниях и оценках действительности. В другом источнике указано, что убеждение — то, в чём кто-либо убеждён, уверен, чему твёрдо и рассудительно верит.  
Наглядное убеждение, на основании собственного опыта — аутопсия. Убеждения направляют поведение, поступки, движение личности, непроизвольные события, ведут к результатам и решительным действиям. Понятие веры в замысел имеет большое значение в выборе направления жизни личности. 
В отличие от внушения, убеждение основано на осмысленном принятии человеком каких-либо сведений или идей, на их анализе и оценке. При этом заключение может быть сделано как самостоятельно, так и вслед за убеждающим, но в любом случае оно не воспринимается в готовом виде. Как правило, убеждение требует больших затрат времени и использования разнообразных сведений и ораторских приёмов, тогда как внушение может происходить почти что мгновенно. Метод убеждения считается основным в научной полемике и в процессах воспитания.
Процесс убеждения представляет собой дискуссию между людьми, которая преследует достижение единства понимания и переживания. Убеждение обязательно осуществляется словесно.